# Форкушевци
Форкушевци су насељено место у саставу општине Вишковци у Осјечко-барањској жупанији, Република Хрватска.

## Историја
До територијалне реорганизације у Хрватској налазили су се у саставу старе општине Ђаково.

## Становништво
На попису становништва 2011. године, Форкушевци су имали 468 становника.

## Попис1991.
На попису становништва 1991. године, насељено место Форкушевци је имало 525 становника, следећег националног састава:
| Попис 1991.‍  | Попис 1991.‍  | Попис 1991.‍ | Попис 1991.‍ | Попис 1991.‍ |
| ------------ | ------------ | ----------- | ----------- | ----------- |
|              |              |             |             |             |
| Хрвати       | Хрвати       |             | 521         | 99,23%      |
| Аустријанци  | Аустријанци  |             | 1           | 0,19%       |
| Срби         | Срби         |             | 1           | 0,19%       |
| неопредељени | неопредељени |             | 2           | 0,38%       |
| укупно: 525  |              |             |             |             |